# Paper Walls
Paper Walls é o quinto álbum de estúdio da banda norte-americana Yellowcard, lançado a 17 de Julho de 2007.

## Faixas
Todas as músicas foram escritas pelo Yellowcard, exceto a faixa de número 10
1. "The Takedown" – 3:37
2. "Fighting" – 3:00
3. "Shrink the World" – 3:20
4. "Keeper" – 3:55
5. "Light Up the Sky" – 3:37
6. "Shadows and Regrets" – 3:59
7. "Five Becomes Four" – 3:30
8. "Afraid" – 3:13
9. "Date Line (I Am Gone)" – 3:22
10. "Dear Bobbie" (Yellowcard, William Alexander Speir) – 4:13
11. "You and Me and One Spotlight" – 3:57
12. "Cut Me, Mick" – 3:34
13. "Paper Walls" – 4:28

Todas as faixas foram disponibilizadas no MySpace da banda de 10 a 12 de julho de 2007

### Faixas bônus
1. "Gifts and Curses" (Ao vivo & Acústico) – 5:02
2. "How I Go" (Ao vivo & Acústico) – 4:39
3. "Bombers" (Exclusivo ao iTunes) – 3:28

Todas as faixas bônus foram disponibilizadas no iTunes. "Gift and Curses" (Ao vivo & Acústico) e "How I Go" (Ao vivo & Acústico) foram disponibilizadas no DVD de luxo do álbum.

## Tabelas
| Tabela (2007) | Posição |
| ------------- | ------- |
| Billboard 200 | 13      |

## Créditos
- Ryan Key – letras, vocais, guitarra
- Sean Mackin – violino, vocais, cordas e arranjos
- Peter Mosely – baixo, vocais e piano
- Longineu W. Parsons III – bateria
- Ryan Mendez – guitarra

### Outras contribuições
- Neal Avron – Produtor e técnico de gravação
- Erich Talaba - assistente de produção e gravação
- Mike Fasano - roadie de bateria
- Rob Dawson - roadie de guitarras
- Bret Rausch & Bryce Iverson – assistentes de gravação
- Tom Lord-Alge – mixer
- Femio Hernandez – assistente de mixer
- Ted Pensen – masterização
- Rodney Wirtz – viola
- Christine Choi – violoncelo